# Lopan
Lopan (tiếng Nga và Ukraina: Лопань) là một sông bắt nguồn tại tỉnh Belgorod của Nga và chảy qua biên giới Nga-Ukraina vào tỉnh Kharkiv của Ukraina. Sông Lopan đổ vào sông Udy gần thành phố Kharkiv. Sông dài 93 kilômét (58 mi), một trong các phụ lưu là sông Kharkiv.

## Mô tả
Chiều dài của sông Lopan là 96 km, diện tích lưu vực là 2000 km². Lưu lượng nước cách cửa sông 17 km là 2,24 m/s. Sông Lopan chảy vào sông Udy ở điểm cách cửa sông này 52 km. Độ dốc của sông là 0,89 m/km. Sông thỉnh thoảng chia thành các nhánh, tạo thành các đảo sông. Lòng sông rộng 1–20 m, sâu 0,3–1 m, trong đợt lũ mùa đông xuân nước sông dâng lên 1,5–2 m, tốc độ dòng chảy 0,2-0,3 m/s, có lúc lên đến 0, 8 m/s. Bờ sông thấp, trong thành phố Kharkiv chúng được kè bằng đá hoặc lát bằng đá granit, và lòng sông được đào sâu hơn. Sông chủ yếu được cung cấp nước từ tuyết tan. Sông đóng băng đến tận đáy vào tháng 12 và tháng 1. Lũ mùa xuân xảy ra ở các khu vực phía trên Kharkiv, nhưng đôi khi là bên trong Kharkiv (Pavlivka và Sortuvalka).

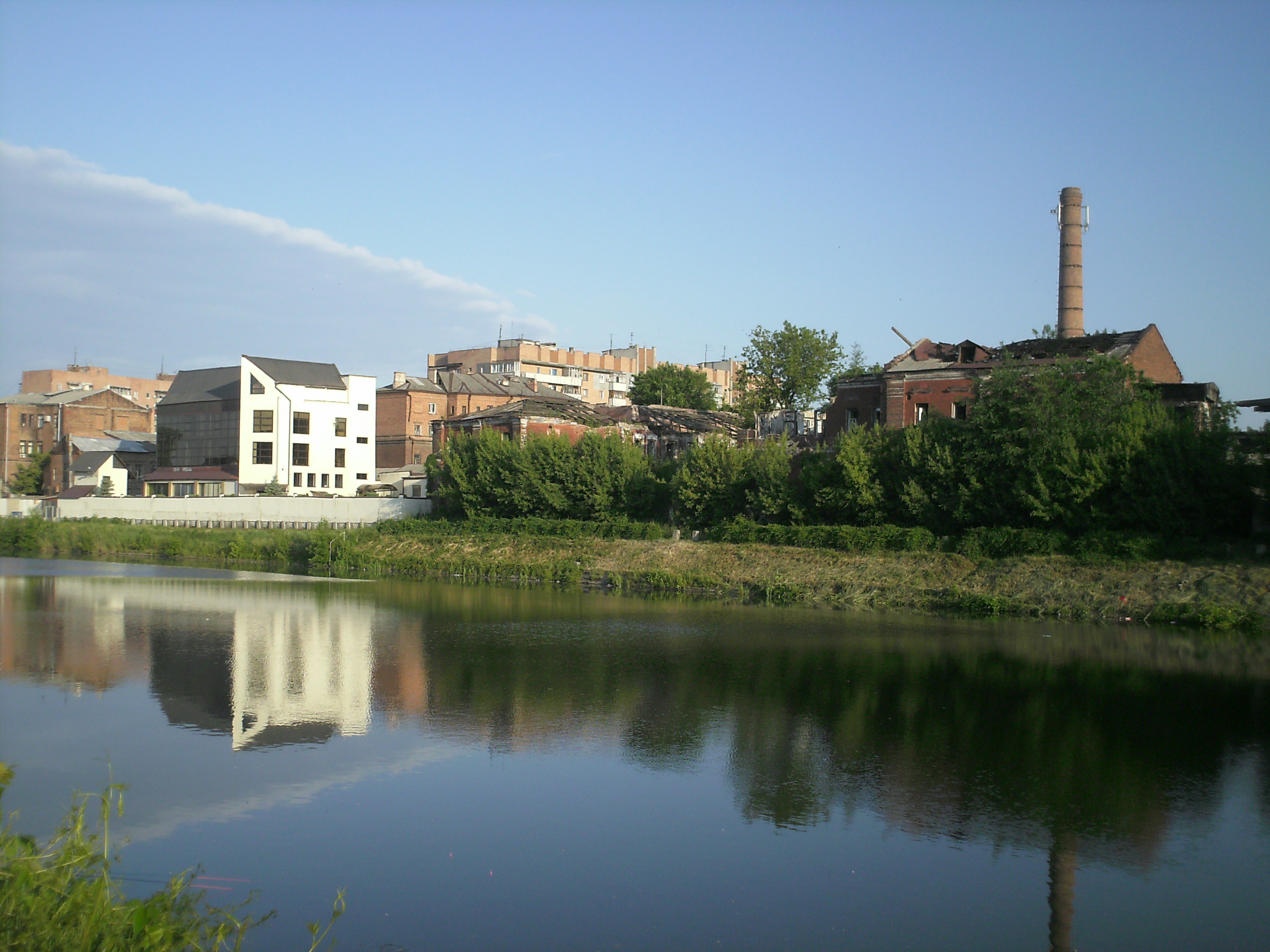
Lopan đầy nước trước đập Honcharivska (2008)

Lũ mùa xuân do tuyết tan, hay mưa lớn khiến sông Lopan tràn bờ gây lụt cho tỉnh Kharkiv. Lũ lụt xảy ra một cách có hệ thống trong suốt thế kỷ 19, cụ thể là vào các năm 1785, 1805, 1851, 1853, 1877, 1883, 1889, 1893, 1915 và 1925. Sau trận lụt năm 1893, các bờ bao ở Kharkiv đã được nâng lên 4 sazhen (8,5m).
Các vấn đề môi trường diễn ra trên sông là nguyên nhân khiến người dân khiếu nại các cơ quan chức năng về sự cần thiết phải làm sạch sông..

## Vị trí

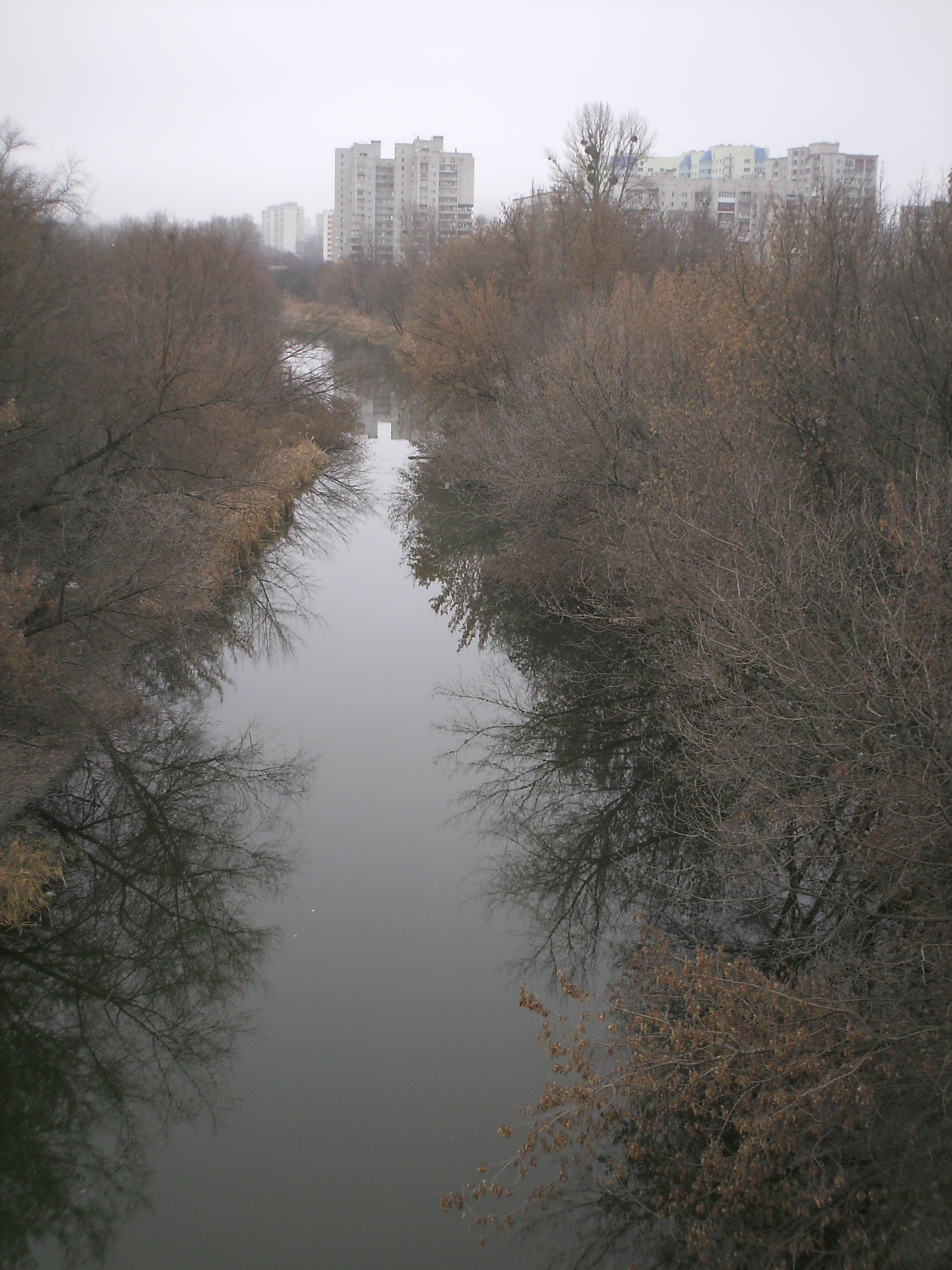
Lopan nhìn từ cầu gần đường 8 tháng 3

Cửa sông có vị trí giữa làng Vesela Lopan và làng Zhovtnevy của tỉnh Belgorod. Đầu tiên sông chảy về phía tây nam, sau đó dần dần chuyển hướng về phía nam và đông nam. Sông vượt qua biên giới Nga-Ukraina gần làng Hraniv. Lopan chảy vào Udy ở phần phía nam của thành phố Kharkiv, gần tiểu khu Lypovyi Hai.
Ven sông Lopan có những khu định cư kiểu đô thị Zhovtnevy, Kozacha Lopan và thành phố Derhachi, và nơi hợp lưu với sông Kharkiv là phần trung tâm của thành phố Kharkiv.
Các phụ lưu lớn nhất: Sarzhynka, Kharkiv, Lozovenka (tả ngạn).

## Sử dụng nước
Một số đập đã được xây dựng trên sông Lopan tại tỉnh Kharkiv để điều tiết dòng chảy: Pavlivska (xây dựng năm 1965, tái thiết năm 2009), Lopanska (xây dựng năm 1933, đập cổ nhất tại Kharkiv, từ giữa những năm 2000 ở trong tình trạng vô cùng đổ nát, sau đó có kế hoạch tái thiết) và Honcharivska (xây năm 1934, đại tu năm 2008-2009) Hồ chứa Lozovenkiv với một tổ hợp các cấu trúc thủy văn nằm trên phụ lưu Lozoventsi của Lopan..
Đập Honcharivska thực hiện công việc tưới tiêu và điều tiết mức dòng chảy để ngăn lũ lụt trên sông Lopan và phụ lưu của nó là sông Kharkiv nằm tại khu vực trung tâm của thành phố. Việc xả nước và làm cạn nước sông Kharkiv thường xuyên được thực hiện để bình thường hóa dòng chảy và làm sạch rác thải khỏi bờ sông hoặc phục vụ công việc sửa chữa.

## Giao thông thủy

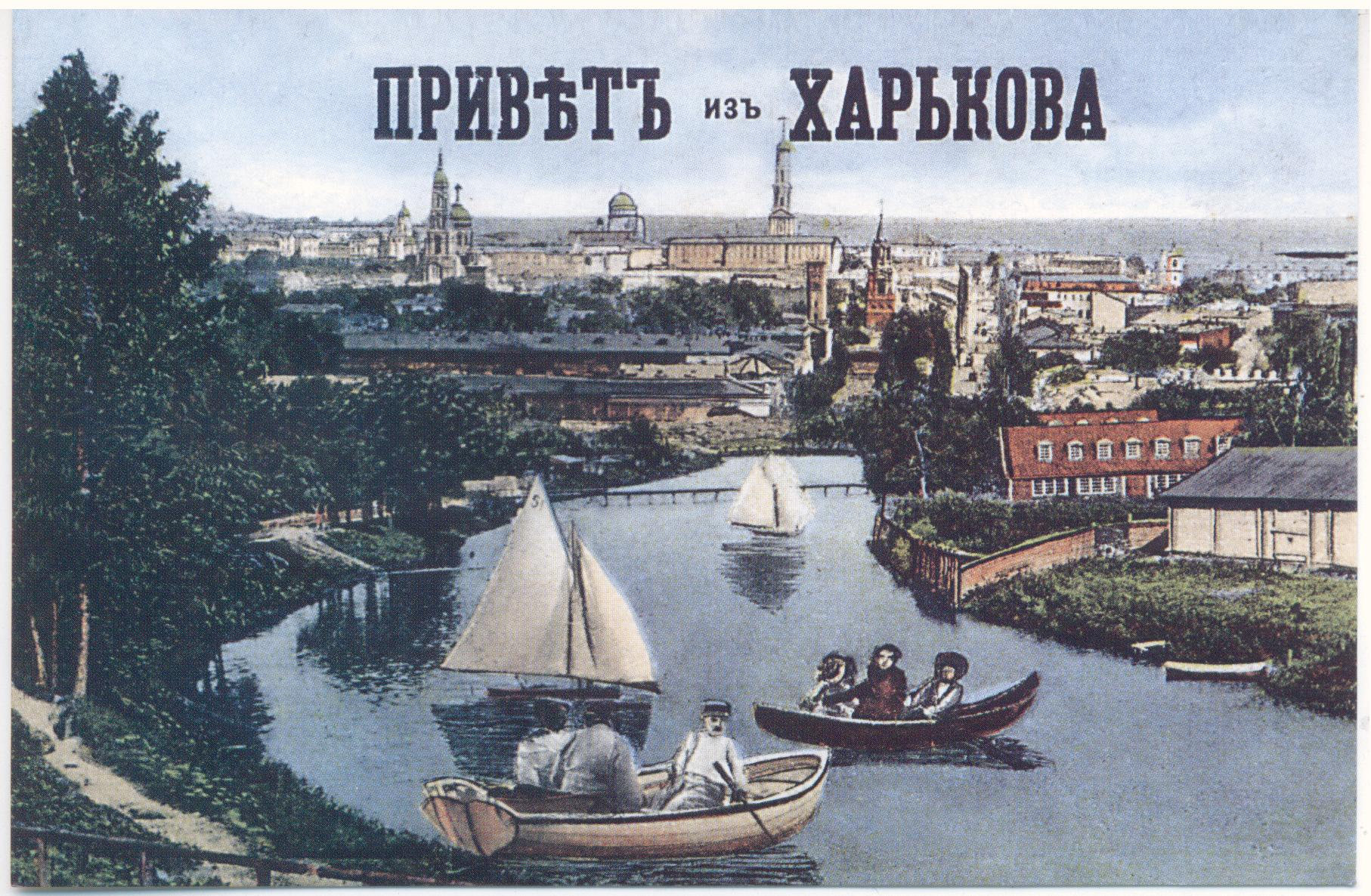
Sông Lopan trên một tấm bưu thiếp (thập niên 1910)

Vào đầu thế kỷ 20, một kháng nghị đã được gửi tới hội đồng thành phố Kharkiv về việc phát triển một dự án tưới tiêu các sông tại Kharkiv và tạo ra một tuyến đường thủy từ Belgorod và Kharkiv đến Rostov-na-Don. Sau đó, trong thời kỳ Liên Xô vào những năm 1920 và 1930, nảy sinh ý tưởng kết nối Kharkiv với biển Azov. Nhưng vào cuối những năm 1930, chúng đã bị loại bỏ do tính chất phi thực tế của những kế hoạch này.
Năm 1932, dịch vụ vận chuyển công cộng thuyền 24 người mở ra trên sông Lopan và Kharkiv. Tuyến đầu tiên chạy từ cầu Kharkiv đến Mitrofaniv thuộc Zhuravlivka. Vào năm 1933, những chiếc thuyền đã có sức chứa lên đến 40 người. Số lượng của chúng tăng lên 10, và giá vé là 25 kopeck. Giao thông trên sông được cho là hoạt động 200 ngày một năm. Sau Thế chiến thứ hai, những chiếc thuyền này chuyên chở hành khách trong một thời gian cho đến năm 1953, sau đó hoạt động vận tải đường sông ngừng hoạt động.
Năm 1996, du thuyền "Pavlik Morozov", trước đây từng đi trên sông Dnepr, được vận chuyển đến Kharkiv. Sau khi được trùng tu, con tàu tên "Lastivka" tiến hành vận chuyển tham quan, nhưng nó không đi dọc theo sông Kharkiv do có cầu đi bộ thấp. Trước Euro 2012, một bến thuyền được mở cửa tại Kharkiv trên sông Lopan.

## Hình ảnh

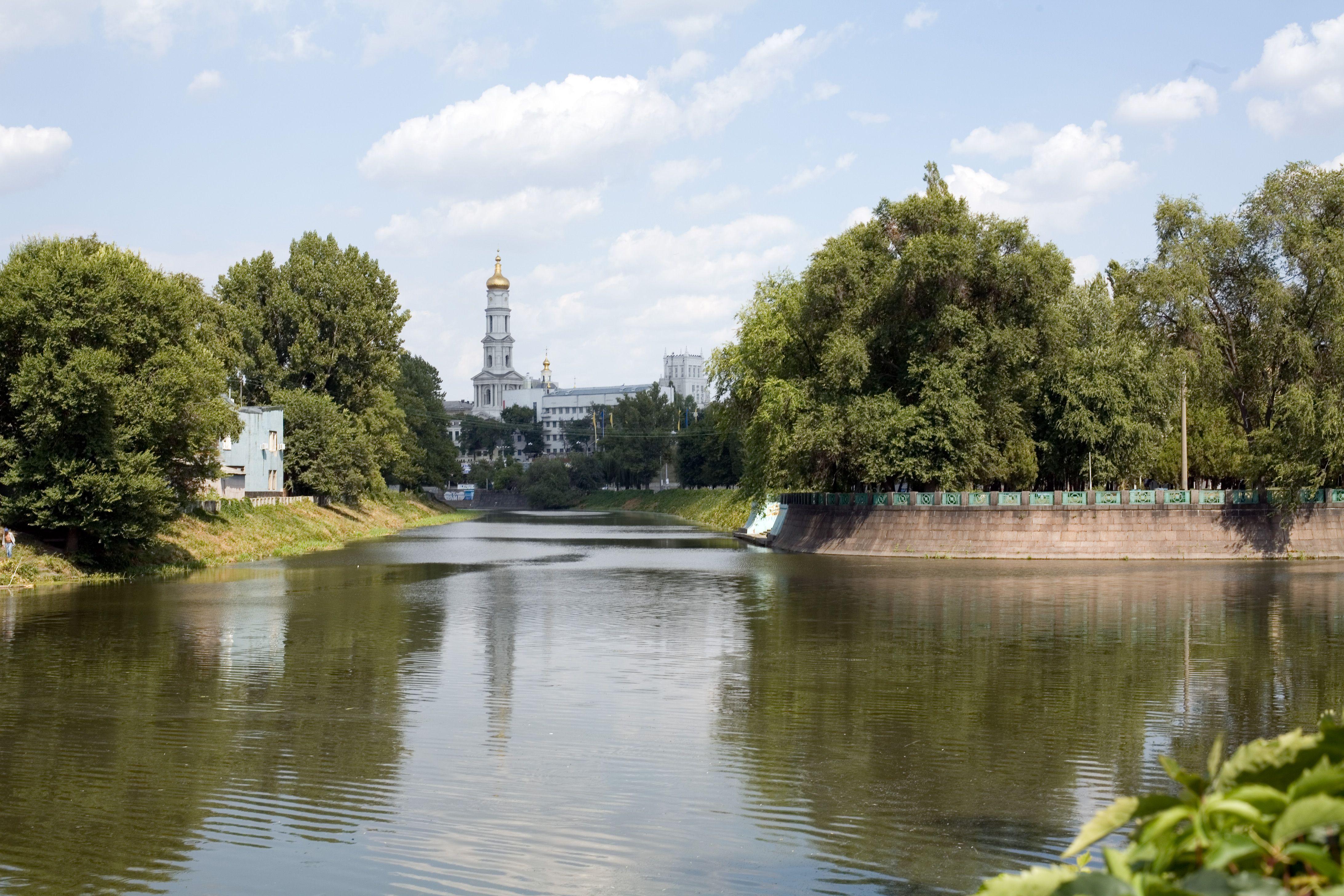
Mũi Lopan - nơi hợp lưu của sông Kharkiv (phải) đến Lopan (trái)
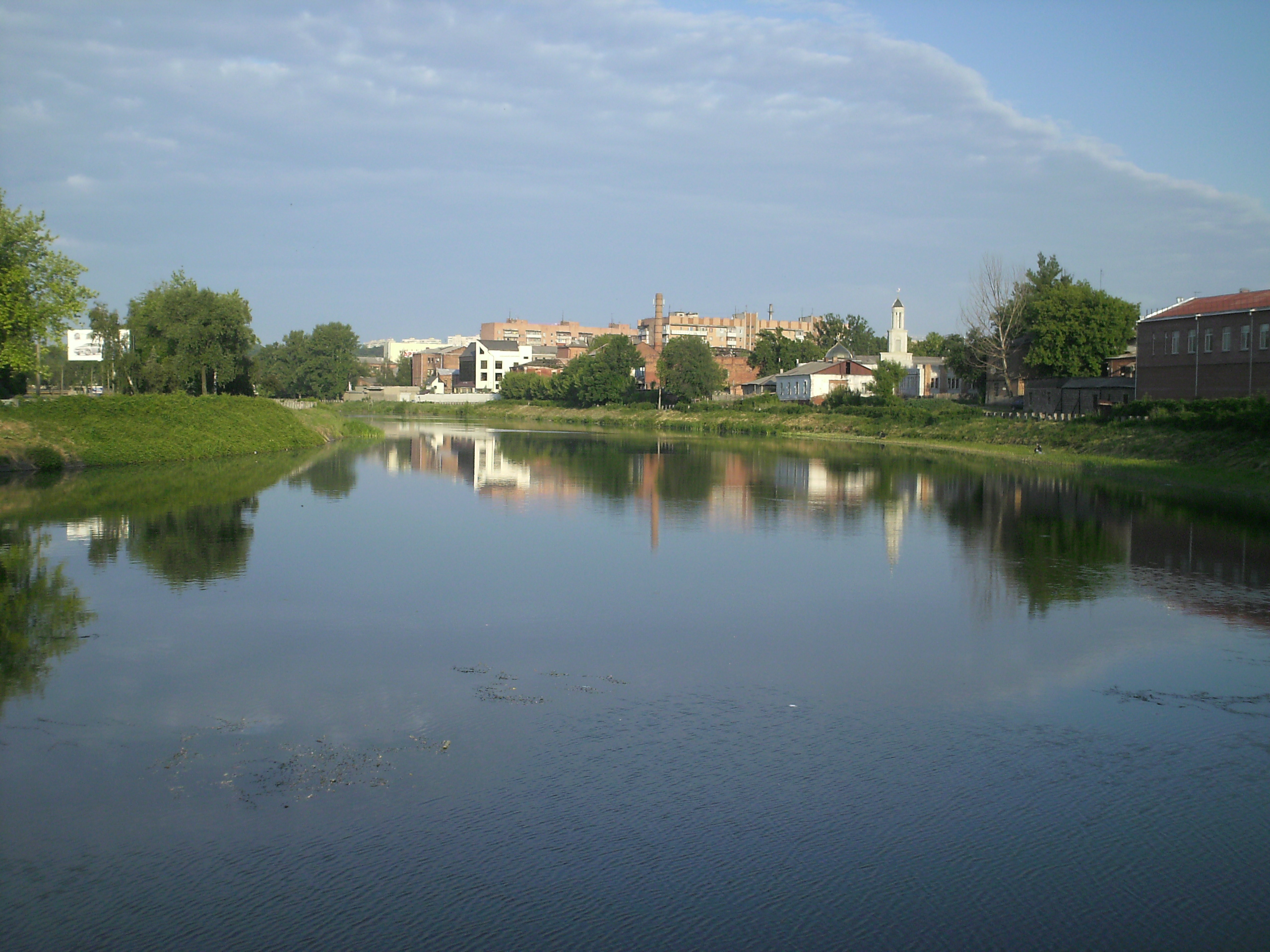
Đoạn giữa mũi tên Lopanska và đập Honcharivska
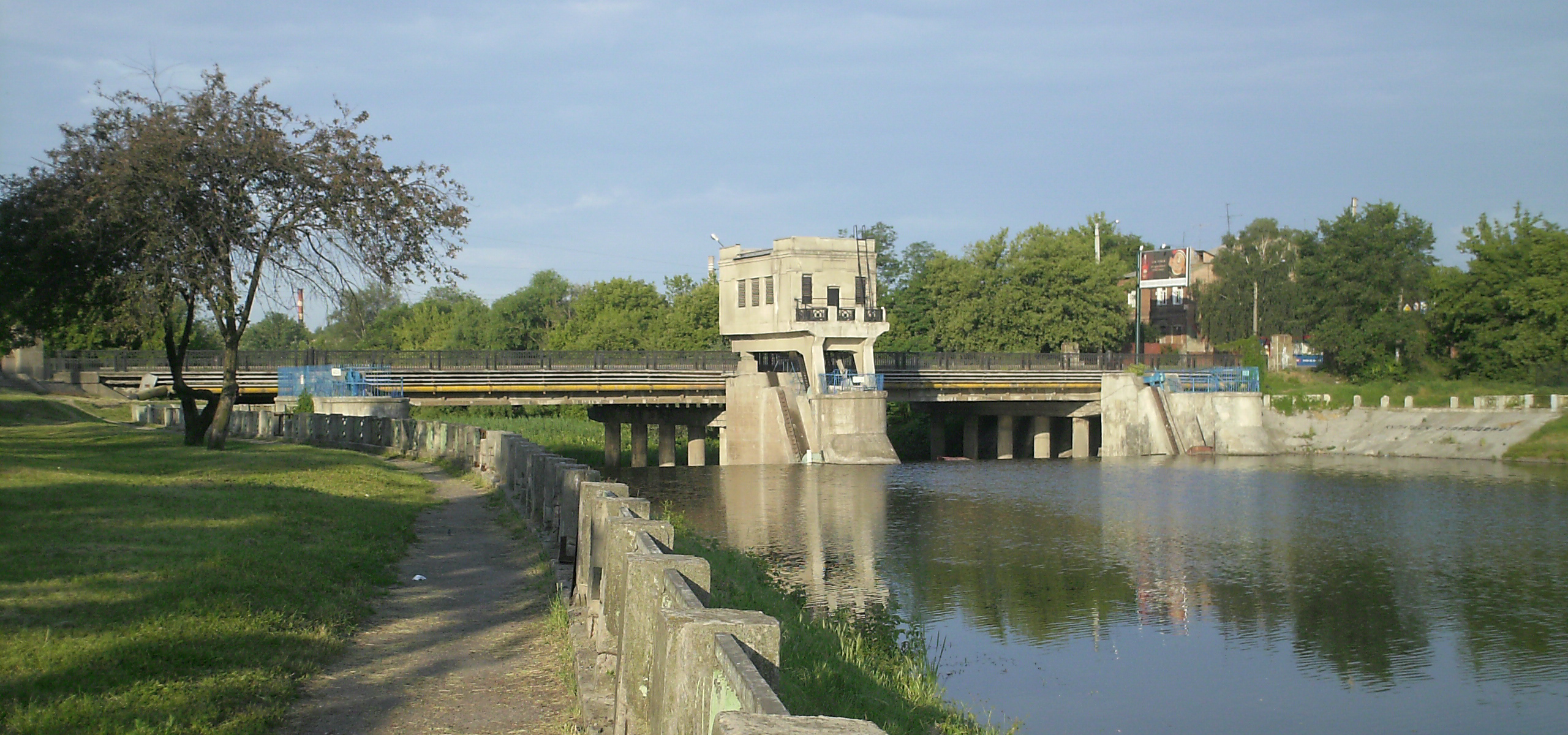
Đập Honcharivska (xây năm 1934)
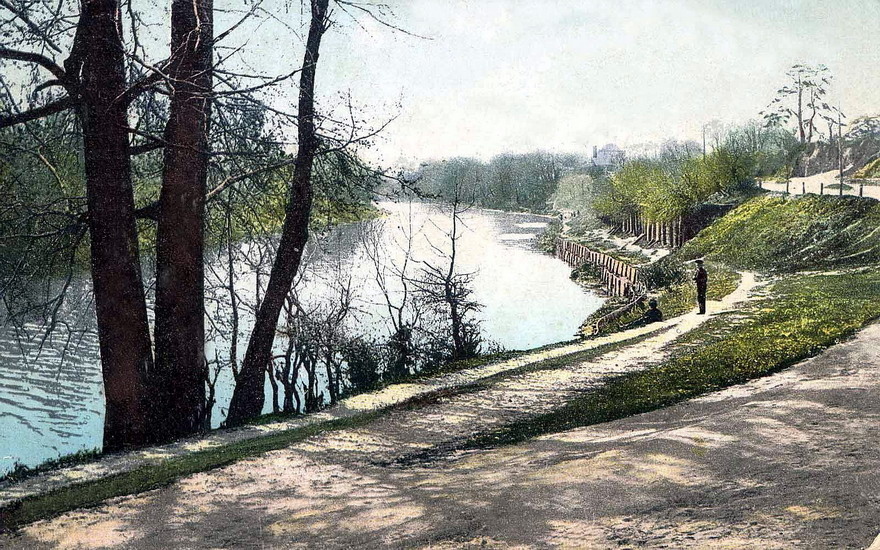
Lopan bên dưới đập, quang cảnh thượng nguồn